# Застольная песня

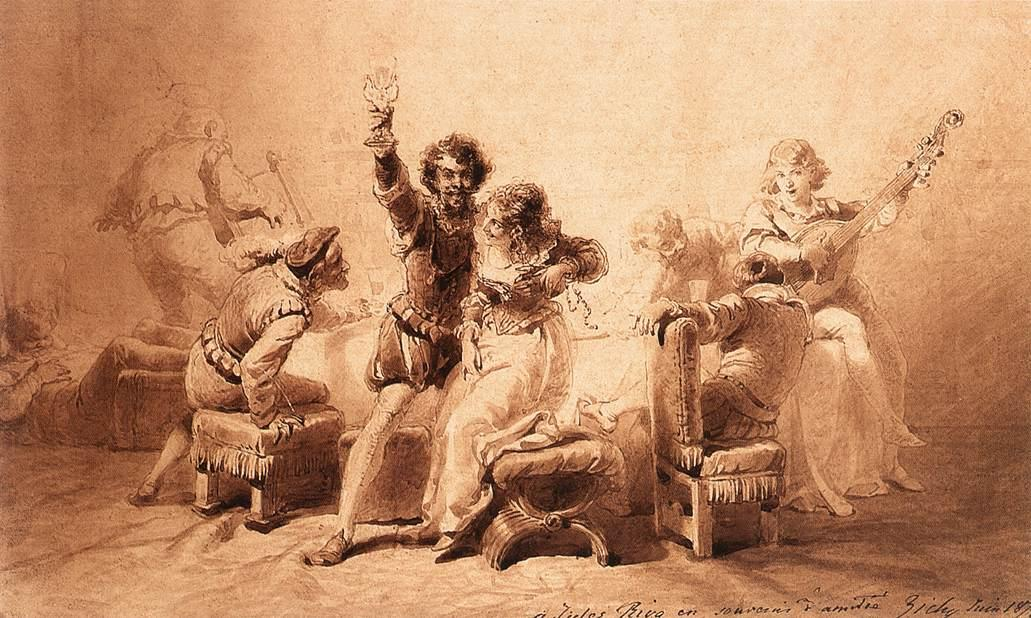
Исполнение застольных песен на картине М. А. Зичи, 1874 год

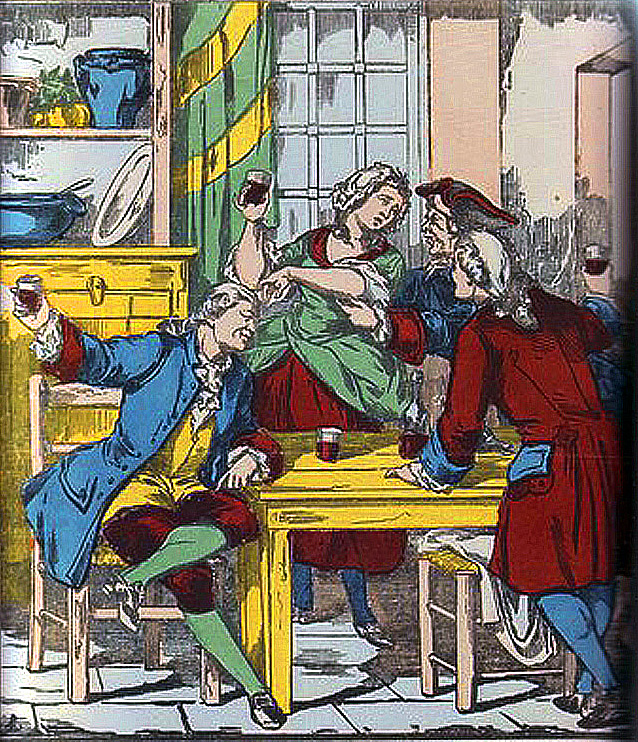
Исполнение застольных песен на картине XVIII века

Засто́льная пе́сня — песенный жанр; песни, которые обычно поют во время застолий, праздничных приёмов пищи или песни, описывающие сами застолья.
Принято считать, что активное развитие в России жанр получил в XVIII столетии, вопрос о его источниках спорен. С точки зрения А. В. Позднеева, возникновение жанра в России относится к петровской эпохе, однако, по мнению Т. А. Коломийченко, этому предшествовала устная традиция свадебных и шуточных песен.
Уже в начале XVIII века широко распространились бытовые песни с куплетным построением и несложной ритмикой (канты), среди них постепенно выделились канты застольные (в то время называвшиеся «столовыми»). В печати застольные песни появились уже со второй половины XVIII века:
- раздел «Песни столовые» в прибавлении к третьей части «Собрания разных песен» М. Д. Чулкова (1773);
- секции «Песни столовые, одноголосные» и «Песни столовые, хоровые» в разделе XLIX шестой книги сборника «Российская Эрата, или Выбор наилучших русских песен» М. И. Попова (1792);
- раздел «Песни застольные» во второй части «Карманного песенника, или Собрания лучших светских и простонародных песен» И. И. Дмитриева (1796).